# Jangdae-Hügel
Der Jangdae-Hügel ist eine Erhebung in der nordkoreanischen Hauptstadt Pjöngjang im Stadtbezirk Chung-guyŏk. Der Hügel gehört zum Verwaltungsbezirk Jongro-dong, liegt westlich der Sungri-Straße und ist vor allem als Standort der monumentalen Mosaike zu Ehren der ehemaligen Machthaber Kim Il-sung und Kim Jong-il bekannt.

## Geschichte
Der Jangdae-Hügel gilt laut nordkoreanischer Angaben als Ausgangspunkt für die Bewegung des ersten März. In einer Schule auf dem Hügel sollen sich mittags am 1. März 1919 Menschen versammelt haben um die Unabhängigkeit Koreas vom japanischen Kaiserreich zu erklären und anschließend zu Demonstrationen loszuziehen.
Im Koreakrieg wurde das Gelände, wie der Großteil Pjöngjangs, zerstört.

## Bauwerke
Auf dem Hügel befindet sich der seit dem 30. September 1963 bestehende und damit erste Schülerpalast Pjöngjangs. Er bietet Plätze für 4000 Schüler. Davor steht eine Statue die Kim Il-sung mit Schülern darstellt.

### Führermosaike

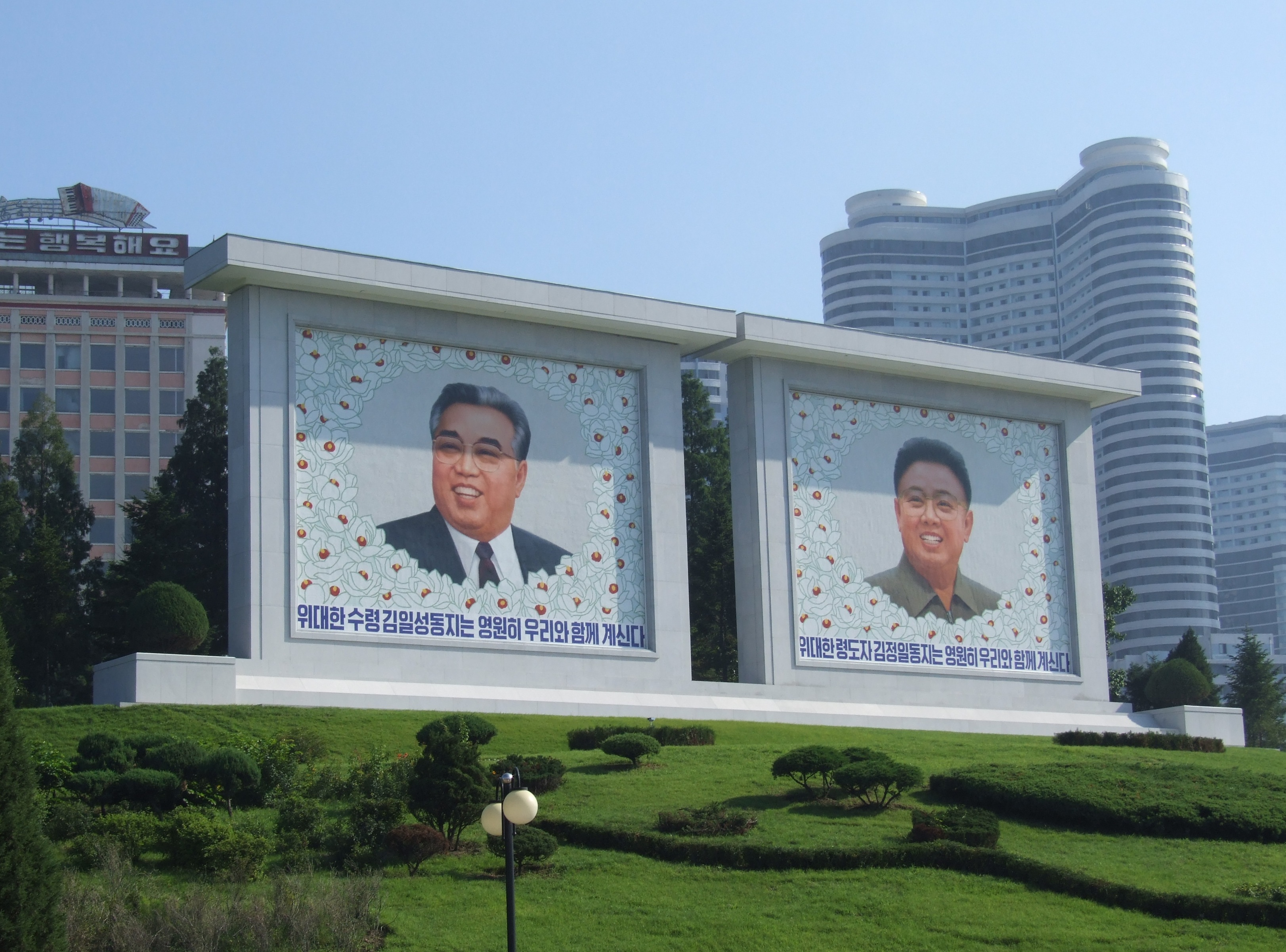
Führermosaike am Jangdae-Hügel

Für das Stadtbild prägend sind die beiden am Hügel platzierten Mosaike von Kim Il-sung und Kim Jong-il. Sie versinnbildlichen die „Unsterblichkeit“ der ehemaligen Machthaber (siehe auch Turm der Unsterblichkeit). Das Bildnis Kim Jong-ils wurde dem bereits bestehenden Mosaik von Kim Il-sung im Rahmen einer von 60.000 Menschen besuchten feierlichen Enthüllungszeremonie am 10. April 2012 hinzugefügt.
Die beiden Bilder haben eine Höhe von 16,60 Metern und eine Gesamtlänge von 51 Metern. Darauf sind die beiden ehemaligen Machthaber eingerahmt von Magnolien, einem Nationalsymbol Nordkoreas, abgebildet. Darunter befinden sich in koreanischer Schrift jeweils die Sätze „Der große Führer Genosse Kim Il-sung wird immer unter uns sein“ beziehungsweise „Der große Führer Genosse Kim Jong-il wird immer unter uns sein“.